# Bumba
Bumba é um gênero de tarântula nativo das Américas. É um gênero incomum, compreendendo apenas quatro espécies conhecidas, incluindo uma em homenagem a John Lennon. Como a maioria das espécies relacionadas na subfamília Theraphosinae, eles podem sacudir os pelos urticantes em resposta a ameaças.

## Taxonomia
O gênero foi descrito pela primeira vez em 2000 por Fernando Pérez-Miles sob o nome de Iracema; no entanto, este nome já estava em uso para um gênero de peixes de água doce, então em 2005, Pérez-Miles propôs a substituição do nome Maraca. No entanto, ele também já estava em uso (para uma espécie de barata) e em 2014 o nome de substituição Bumba foi proposto por Pérez-Miles, Bonaldo & Miglio.
O nome do gênero, Bumba, refere-se ao teatro folclórico brasileiro; na região Norte do Brasil onde as aranhas são encontradas, há uma festa chamada Bumba meu boi.

## Espécies
Até fevereiro de 2016, o World Spider Catalog aceitou as seguintes espécies:
- Bumba cabocla (Perez-Miles, 2000) — Brasil
- Bumba horrida (Schmidt, 1994) — Brasil, Venezuela
- Bumba lennoni (Pérez-Miles, Bonaldo & Miglio, 2014) — Brasil
- Bumba pulcherrimaklaasi (Schmidt, 1991) — Equador